# Inni delfici
Gli Inni delfici sono una delle più antiche e autentiche testimonianze di musica antica ellenica, insieme al frammento dell'Oreste di Euripide e alla stele di Sicilo. Si tratta di due canti liturgici, con tanto di notazione musicale sopra ad ogni sillaba del testo, dedicati al dio Apollo e scolpiti su lastre di pietra chiara. Essi furono ritrovati presso il Tempio di Apollo a Delfi, su una delle pareti esterne del Tesoro degli ateniesi, e sono databili il primo al 138 a.C. ed il secondo al 128 a.C.

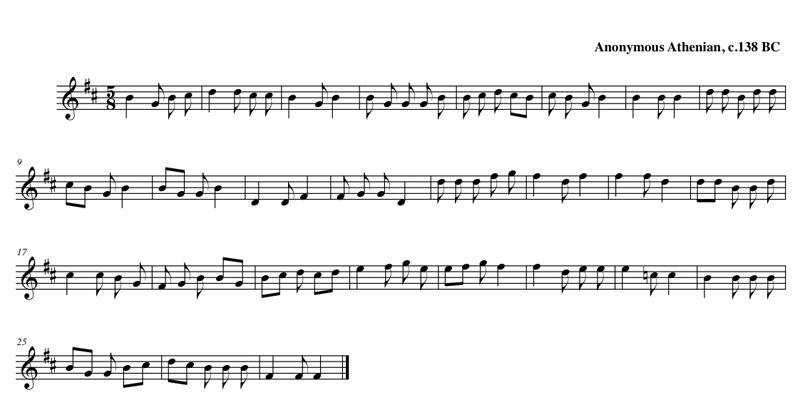
Prima parte del primo Inno delfico

I poemi narrano la nascita di Apollo e la lotta del dio contro il dragone custode del tripode sacro di Zeus. Un terzo testo comincia a narrare la resistenza dei greci, protetti da Apollo, contro l'invasione celtica di Delfi da parte dell'esercito dei Galati; di tale testo ci rimane solamente la prima frase. In entrambi gli inni si utilizzano il nomos pitico e l'armonia doria. È proprio il nomos che, come caratteristica fondamentale della musica dell'antica Grecia, fa sì che la musica segua perfettamente il senso del testo: abbiamo così tonalità medio-gravi durante le fasi di calma e acute durante le fasi più concitate; inoltre viene modificata anche l'armonia utilizzata in corrispondenza di parole ed elementi che richiamano sensazioni particolarmente suggestive.
Tale nomos viene descritto, durante il I secolo a.C., da Dionigi d'Alicarnasso nel trattato Sulla composizione delle parole, basandosi sulla poetica di Aristosseno. 
Il trattato di Dionigi venne tradotto, durante il rinascimento, dal cardinale Pietro Bembo, poeta e letterato; è proprio nella musica del rinascimento che viene riesumato lo stile compositivo tipico della musica antica e presente soprattutto negli Inni Delfici.